# Cefalexin
Cefalexin (INN, BAN) hay cephalexin (USAN, AAN) là một thuốc kháng sinh có ích trong việc điều trị một số bệnh nhiễm trùng. Thuốc được sử dụng bằng đường miệng và hoạt động chống lại vi khuẩn gram dương cùng vài loại vi khuẩn gram âm. Thuốc thuộc lớp các cephalosporin thế hệ đầu và hoạt động tương tự như các kháng sinh β-lactam khác trong cùng nhóm này, bao gồm cả thuốc tiêm mạch cefazolin.
Cefalexin được dùng để trị một số các bệnh nhiễm, bao gồm: nhiễm trùng tai giữa, viêm họng do streptococcus, các nhiễm trùng xương và khớp, viêm phổi, các nhiễm trùng da, và các nhiễm trùng đường tiểu. Thuốc có thể dùng để ngừa viêm nội tâm mạc nhiễm trùng. Nó không có hiệu quả chống lại Staphylococcus aureus kháng methicillin (MRSA). Nó còn có thể được sử dụng ở những bệnh nhân dị ứng nhẹ hoặc vừa với penicillin, nhưng không khuyến khích ở những ca dị ứng nặng. Giống như các loại kháng sinh khác, nó không có tác dụng với các bệnh nhiễm virus, như cảm lạnh thông thường hay viêm phế quản cấp
Các tác dụng phụ có thể xảy ra bao gồm: dị ứng, kích ứng dạ dày và ruột, và tiêu chảy do Clostridium difficile. Không có bằng chứng có hại nào đã được tìm thấy khi được sử dụng trong thai kỳ. Sử dụng trong thời gian cho con bú nói chung là an toàn. Thuốc phù hợp để dùng ở trẻ em và người già trên 65 tuổi. Liều dùng có thể cần giảm ở những bệnh nhân có các vấn đề về thận.
Vào năm 2012, cefalexin là một trong 100 thuốc được kê toa nhiều nhất ở Hoa Kỳ. Tại Úc, nó là một trong 15 thuốc được kê toa nhiều nhất. Thuốc được phát triển vào năm 1967 và bán trên thị trường lần đầu vào năm 1969 và 1970 bởi một vài công ty, bao gồm Glaxo Wellcome và Eli Lilly and Company dưới tên gọi Keflex và Ceporex, cùng các tên khác. Nó có mặt trên thị trường như là một thuốc gốc dưới nhiều nhãn hiệu khác nhau và không đắt lắm. Thuốc nằm trong Danh sách thuốc thiết yếu của Tổ chức Y tế Thế giới, một danh sách các thuốc quan trọng nhất cần phải có ở một hệ thống y tế.